# آرثر بورتر
آرثر بورتر (25 مارس 1914 - 20 فبراير 1994)  (بالإنجليزية: Arthur Porter)‏ هو لاعب كريكت بريطاني (وحمل سابقاً جنسية المملكة المتحدة لبريطانيا العظمى وأيرلندا).